# Instituto Max Planck de Biologia do Desenvolvimento
O Instituto Max Planck de Biologia (em alemão:  Max-Planck-Institut für Biologie) é uma instituição de pesquisa não universitária patrocinada pela Sociedade Max Planck (MPG) e está sediada em Tübingen. O instituto realiza principalmente pesquisas básicas no campo das ciências naturais nas áreas de biologia do desenvolvimento, bioquímica, genética, biologia evolutiva e biologia molecular.

## História
O instituto atual remonta ao estabelecimento de um "Grupo de Trabalho Instituto Kaiser Wilhelm de Bioquímica e Biologia para Manter a Pesquisa de Vírus" em 1937 em Berlin-Dahlem. Deste surgiu em 1941 um "Local de Trabalho para Pesquisa de Vírus", que foi transferido para Tübingen em 1943 e em 1945 foi convertido no "Departamento de Pesquisa de Vírus" no Instituto Kaiser Wilhelm de Bioquímica em Tübingen.
Após o restabelecimento da Sociedade Max Planck como organização sucessora da Sociedade Kaiser Wilhelm em 1948, o “Instituto Max Planck para Pesquisa de Vírus” foi criado em 1954 a partir do “Departamento de Pesquisa de Vírus”. Os primeiros diretores foram Hans Friedrich-Freksa (Departamento 1, Biologia Física), Gerhard Schramm (Departamento 2, Bioquímica), Werner Schäfer (Departamento 3, Virologia Animal) e, a partir de 1960, Alfred Gierer (Departamento 4, Biologia Molecular). Em 1972 Friedrich Bonhoeffer tornou-se chefe do Departamento 1 (Biologia Física) e logo depois Uli Schwarz tornou-se chefe de Bioquímica e Peter Hausen diretor do novo Departamento 5 (Biologia Celular).
Em 1984 o instituto recebeu o nome atual de “Instituto Max Planck de Biologia do Desenvolvimento” devido às novas áreas de foco. Christiane Nüsslein-Volhard tornou-se em 1985 diretora do que hoje é o Departamento 3 de Genética do instituto renomeado.
Após a aposentadoria de Gierer e Bonhoeffer, novos pontos focais surgiram, em 1999 o Departamento 4 (Biologia Evolutiva Integrativa) de Ralf Josef Sommer, em 2001 o Departamento 1 ( Evolução de Proteínas) de Andrei Lupas, e em 2002 o Departamento 6 (Biologia Molecular) de Detlef Weigel. Este departamento 6 veio para o MPI EB após o fechamento do Instituto Max Planck de Biologia em Tübingen. Novos pontos focais surgiram em 2005 com o Departamento 2 (Bioquímica) de Elisa Izaurralde, em 2008 com o Departamento 5 (Biologia Celular) de Gerd Jürgens e em 2016 com o Departamento 3 (Pesquisa de Microbioma) de Ruth Ley.

## Infraestrutura
O instituto reúne cerca de 360 pessoas incluindo bolsistas.